# Mount Wasko
Mount Wasko ist ein 1170 m hoher Berg mit gesatteltem Doppelgipfel im Königin-Maud-Gebirge der antarktischen Ross Dependency. Er ragt 5 km nördlich des Mount Franke an der Westflanke des Shackleton-Gletschers auf.
Teilnehmer der United States Antarctic Service Expedition (1939–1941) entdeckten und fotografierten ihn. Der US-amerikanische Geophysiker Albert P. Crary (1911–1987) nahm zwischen 1957 und 1958 Vermessungen und die Benennung vor. Namensgeber ist Lieutenant Commander Frank Wasko von der Flugstaffel VX-6 der United States Navy, der von 1957 bis 1958 auf der Station Little America V stationiert war.